# Ibne Daaque
Ibne Daaque (Ibn al-Dahhak; m. 927), também conhecido em grego como Dacaque (em grego medieval: Δαχάκ; romaniz.: Dachák) ou Dadaco (Δάδαχος), foi um chefe curdo, que abandonou o islamismo, converteu-se ao cristianismo e entrou em serviço do imperador Romano I Lecapeno (r. 920–944). Romano deu-lhe ricos presentes e o enviou para sua base, o forte de Aljafari, situada talvez nas proximidades de Tarso. No final do outono de 927, contudo, foi atacado, derrotado e morto pelo governador abássida de Tarso Tamal Aldulafi.